# 간노 아쓰시
간노 아쓰시(菅野淳, 1965년 7월 18일)는 일본 출신으로 주빌로 이와타의 피지컬 코치이다.